# Yellow Hair and the Fortress of Gold
Yellow Hair and the Fortress of Gold è un film del 1984 diretto da Matt Cimber.